# عبد الله الشارف
عبد الله الشارف (مواليد 1954)، هو مفكر اجتماعي وأنثروبولوجي مغربي، تخرج من جامعة السوربون بباريس سنة 1984، ينحدر من أسرة تطّاونية عريقة. درَس على كبار علماء الاجتماع والأنثروبولوجيين الفرنسيين؛ مثل كلود ليفي ستروس، وجاك بيرك، وجورج بالانديي، وميشال فوكو، ودومينيك زاهُن، وميشيل شودكيفيتش، وأندري آدم.
كما أن للدكتور عبد الله الشارف -زيادة على تخصصه الأصلي- اهتمامات في مجالات فكرية أخرى مثل الاستغراب، والاستشراق ، والتصوف، والنفس. كما أنه ألف العديد من الكتب والمقالات في هذه المجالات المتنوعة.

## المسار الدراسي[2]
- حصل على شهادة الباكالوريا بثانوية القاضي عياض بمدينة تطوان سنة 1976.
- حصل على الإجـازة في علم الاجتماع من جامعة سيدي محمد بن عبد الله بفاس سنة 1979.
- حصل على دبلوم الدراسات العليا المعمقة DEA في علم الاجتماع تخصص «الأنثروبولوجيا الاجتماعية والثقافية» من جامعة السوربون بباريس سنة 1980.
- حصل على دكتـوراه السلك الثالث تخصص الأنثروبولوجيا الاجتماعية والثقافية من جامعة السوربون بباريس سنة 1984.
- حصل على دكتـوراه الدولة من كلية الآداب والعلوم الإنسانية جامعة عبد المالك السعدي بتطوان سنة 1999.

## الاشتغـال
- أستاذ بكلية الآداب والعلوم الإنسانية جامعة عبد الملك السعدي بتطوان ( 1988 إلى 2013 )
- أستاذ بكلية أصول الدين وحوار الحضارات جامعة القرويين بتطوان ( 1989 إلى الآن )
- أستاذ بالمدرسة العليا للأساتذة جامعة عبد الملك السعدي بتطوان
- أستاذ زائر بجامعة أم القرى بمكة المكرمة ( سنتي 2014-2016 )

## مؤلفاته المطبوعة
- الاستغراب في التربيـة والتعليـم بالمغـرب : 2000.[2]
- واردات وخواطـر إيمانيـة : 2002.
- الاستغراب في الفكـر المغربي المعاصر : 2003.
- القـدوة بيـن الاتبـاع والابتـداع مع موازنـة بيـن شيخ العلـم وشيخ التربيـة : 2007.
- تجـربتـي الصوفيــة -مساهمة في فهم الكيان الصوفي- : 2011.
- مناظـرة صوفـية معاصـرة : 2014.
- فـي أدب الـرقائـق : 2014.
- مدخـل إلى التربية النفسية والإيمانية : 2015
- المسلمون في بلاد الغـرب (غربة، معاناة، وذوبان) : 2016
- الاستغراب في المغرب الأقصى (ظواهره وقضاياه) : 2017
- علم الاجتماع في العالم العربي دراسة نقدية : 2018
- الفكر الصوفي؛ إشكاليات وقضايا : 2021[3]
- محاضرات في علم الاجتماع : 2022
- كما حرر أزيد من مائتي مقال فكري متنوع ( في:الاجتماع، والتربية، والتصوف، والنفس، والاستغراب...) نُشرت في العديد من المجلات الورقية والالكترونية، وكذا في: مدونته الالكترونية .